# Quattro Pezzi Sacri
Les Quattro Pezzi Sacri (Quatre peces sacres), són obres vocals de Giuseppe Verdi. Compostes per separat i amb diferents orígens, es van publicar juntes el 1898. Sovint s'interpreten com un cicle en aquesta seqüència:
- Ave Maria (cor a cappella, en llatí, composta el 1889), també coneguda com a Ave Maria sulla scala enigmatica.
- Stabat Mater (orquestra i cor, en llatí, compuosta entre 1896 i 1897)
- Laudi alla Vergine Maria (cor femení a cappella, en italià, compost entre 1886 i 1888)
- Te Deum (orquestra i cor doble, en llatí, composta entre 1895 i 1896)